# Llista de municipis de Liechtenstein

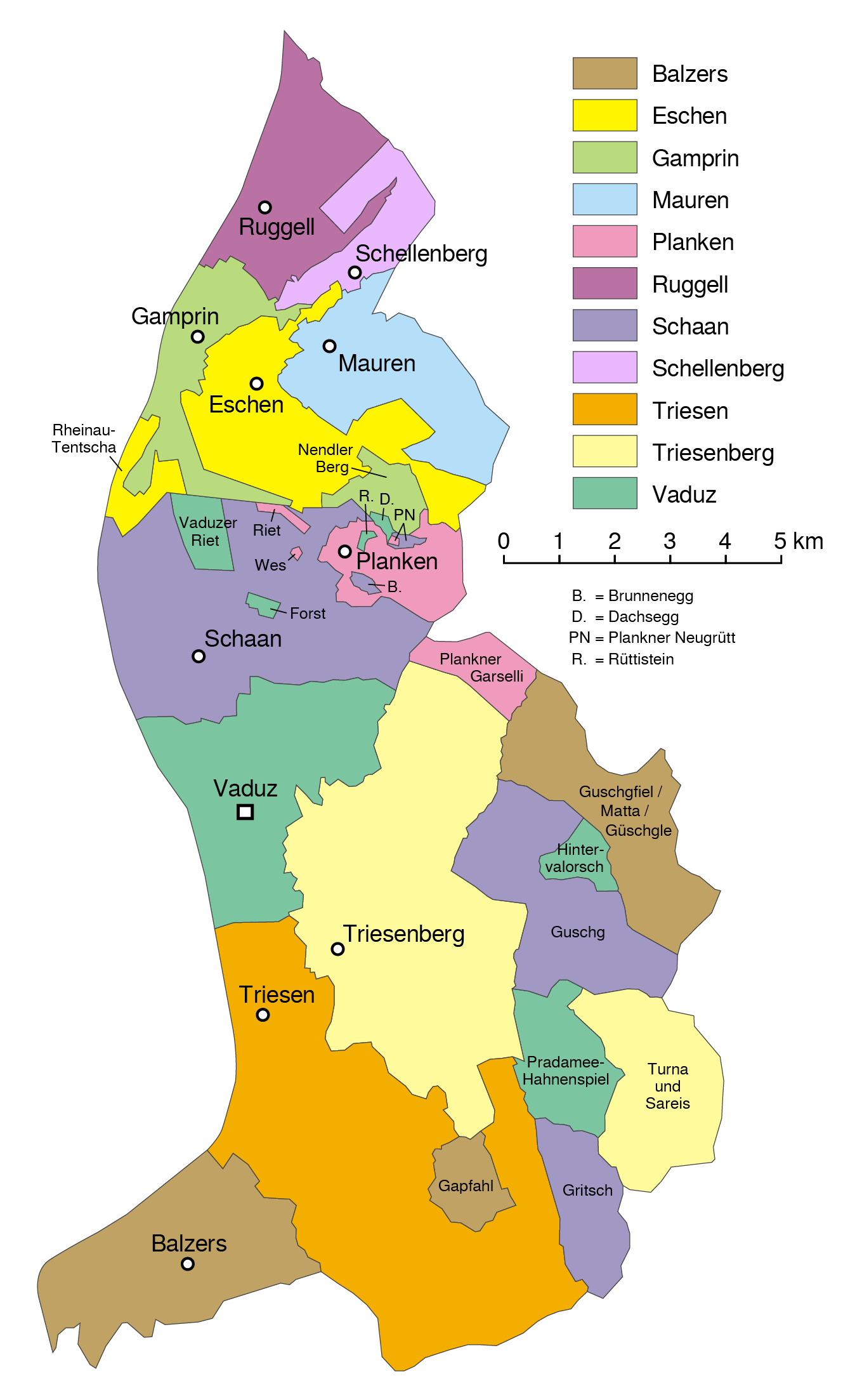
Divisions administratives de Liechtenstein

El principat de Liechtenstein es divideix en onze municipis (Gemeinden - singular Gemeinde), i la major part consisteix en una sola ciutat. Cinc dels Gemeinden s'inclouen dins del districte electoral Unterland (terres baixes), la resta són a l'Oberland (terres altes).

## Municipis
| Escut d'armes                   | Codi postal i nom | Població (31 de desembre del 2013) | Superfície en km² | Ciutats / Municipis                                                                      |
| ------------------------------- | ----------------- | ---------------------------------- | ----------------- | ---------------------------------------------------------------------------------------- |
| Districte Electoral d'Unterland |                   |                                    |                   |                                                                                          |
| Ruggell                         | 9491 Ruggell      | 2092                               | 7,4               | Ruggell                                                                                  |
| Schellenberg                    | 9488 Schellenberg | 1032                               | 3,5               | Schellenberg                                                                             |
| Gamprin                         | 9487 Gamprin      | 1649                               | 6,1               | Gamprin Bendern                                                                          |
| Eschen                          | 9492 Eschen       | 4259                               | 10,3              | Eschen Nendeln                                                                           |
| Mauren                          | 9493 Mauren       | 4142                               | 7,5               | Mauren Schaanwald                                                                        |
| Districte Electoral d'Oberland  |                   |                                    |                   |                                                                                          |
| Schaan                          | 9494 Schaan       | 5927                               | 26,8              | Schaan Mühleholz                                                                         |
| Planken                         | 9498 Planken      | 421                                | 5,3               | Planken Hinterschellenberg                                                               |
| Vaduz                           | 9490 Vaduz        | 5372                               | 17,3              | Vaduz Ebenholz                                                                           |
| Triesenberg                     | 9497 Triesenberg  | 2621                               | 29,8              | Triesenberg Gaflei, Malbun, Masescha, Rotenboden, Samina, Silum, Steg, Sücka, Wangerberg |
| Triesen                         | 9495 Triesen      | 4989                               | 26,4              | Triesen                                                                                  |
| Balzers                         | 9496 Balzers      | 4592                               | 19,6              | Balzers Mäls                                                                             |
| Liechtenstein                   | Liechtenstein     | 37132                              | 160,0             |                                                                                          |

## Exclavaments i enclavaments
Els municipis de Liechtenstein, el Gemeinden, presenten formes complexes, malgrat la seva petita grandària.
Set del Gemeinden tenen un o més exclavaments, a més del territori principal:
- Balzers: 2 exclavament
- Eschen: 2 exclavament
- Gamprin 1 exclavament
- Planken: 4 enclavaments, dels quals 1 és un veritable enclavament
- Schaan: 4 enclavaments, dels quals 1 és un veritable enclavament
- Triesenberg 1 exclavament (al voltant de la localitat de Malbun)
- Vaduz: 6 enclavaments, dels quals 2 són veritables enclavaments

## Codis de dada
En ISO 3166-2, els codis dels municipis comencen amb LI, seguits de dos dígits (01-11, assignats per ordre alfabètic).
Com a membre de la AELC, Liechtenstein està inclòs en la NUTS. Els tres nivells NUTS tots corresponen al propi país (NUTS-1: LI0; NUTS-2: LI00; NUTS-3: LI000). Per sota dels nivells NUTS, hi ha dos nivells d'UAL (UAL-1: els districtes electorals; UAL-2: municipis).